# Aren Davoudi
Aren Davoudi Chegani (in persiano آرن داوودی چگانی‎; Esfahan, 12 luglio 1986) è un cestista iraniano.

## Carriera
Con l'Iran ha disputato i Campionati mondiali del 2010 e tre edizioni dei Campionati asiatici (2009, 2011, 2013).